# 가시고기 (1985년 드라마)
《가시고기》는 한국방송공사 1TV 특집드라마이다.

## 제작진
- 극본 : 이유정
- 연출 : 장형일

## 출연진
- 반효정
- 김봉근
- 이진희
- 장학수
- 이두섭
- 김을동
- 박주아
- 양영준
- 이진숙
- 박용식
- 김창봉
- 선동혁